# Astronomsko društvo Beskraj
Astronomsko društvo Beskraj osnovano je krajem 1998. godine u Zagrebu. Članovi društva su entuzijasti,  astronomi amateri čiji je glavni interes vizualno promatranje noćnog neba, astronomski izleti i druženja te suradnja s ostalim astronomskim društvima.
Aktivnosti AD Beskraj su organiziranje javnih promatranja za građane grada Zagreba te Japetić Star Partya, najvećeg okupljanja hrvatskih astronoma amatera s ciljem razmjene iskustava kako u promatranju raznih objekata na noćnom nebu, tako i u upotrebi i usporedbi razne astronomske opreme. Japetić Star Party je od 2006. godine zamijenjen Petrova Gora Star Partyem, zbog sve većeg svjetlosnog onečišćenja koje onemogućuje pogleda na tamne zvijezde, galaktike i maglice s Japetića.
Članovi se osim vizualnim promatranjima aktivno bave praćenjem meteorskih potoka, promatranjima pomrčina Sunca i Mjeseca, astrofotografijom, popularizacijom astronomije i širenjem svjesti o problemu svjetlosnog onečišćenja.

## Vanjske poveznice
Astronomsko društvo Beskraj